# Sony Ericsson J300i

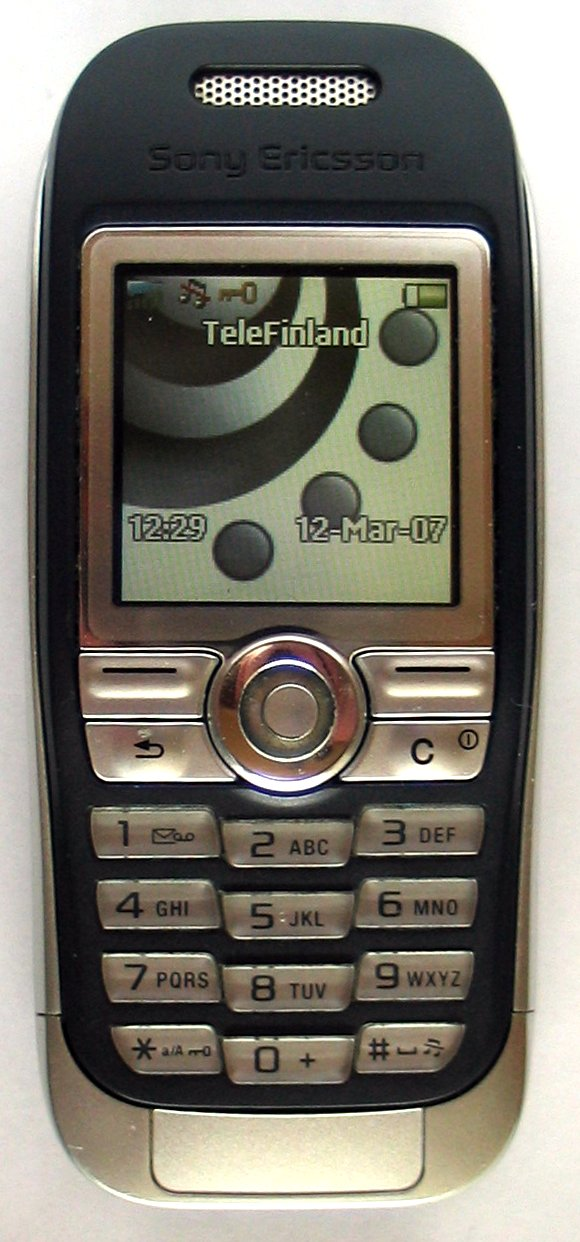
Sony Ericsson J300i

Sony Ericsson J300i är en mobiltelefon utvecklad och tillverkad av Sony Ericsson mellan 2001 och 2011. Den har en färgskärm med 65536 färger och en upplösning på 128×128 pixlar.